# Jeff Myers (cestista)
Jeffrey Jerome Myers, detto Jeff (Filadelfia, 24 marzo 1974), è un ex cestista statunitense, professionista a Cipro e nella NBDL.

## Palmarès
- Campione NBDL (2002)
- NBA Development League Defensive Player of the Year Award (2002)